# Les Essarts-le-Roi
Les Essarts-le-Roi è un comune francese di 6 475 abitanti situato nel dipartimento degli Yvelines nella regione dell'Île-de-France.

## Società

### Evoluzione demografica
Abitanti censiti